# Euparixia formica
Euparixia formica är en skalbaggsart som beskrevs av Hinton 1934. Euparixia formica ingår i släktet Euparixia och familjen Aphodiidae. Inga underarter finns listade i Catalogue of Life.